# Sous le Ciel de Paris
Sous le Ciel de Paris (deutsch „Unter dem Himmel von Paris“) ist ein französisches Chanson aus dem Jahr 1951 und die Titelmusik des im gleichen Jahr erschienenen gleichnamigen Films von Julien Duvivier, der in deutschsprachigen Kinos mit dem übersetzten Titel Unter dem Himmel von Paris gezeigt wurde.

## Entstehung und Veröffentlichung
Die Musik stammt von Hubert Giraud. Der Text von Jean Dréjac verknüpft Kernbegriffe von Liebesliedern mit Erinnerungen an die Stadt an der Seine. Das Chanson wurde ursprünglich von Jean Bretonnière gesungen und noch im Erscheinungsjahr des Films zunächst von Anny Gould und im September von Juliette Gréco aufgenommen, durch deren Fassung es besonders bekannt wurde. Es entwickelte sich zu einem Evergreen, der von zahllosen renommierten Sängerinnen und Sängern gesungen wurde und wird.
Das Tempo des Stücks eignet sich besonders gut für die Musette-Musik. Es ist ein Kernstück vieler Akkordeon-Repertoires, etwa von André Verchuren, und wird aus dem gleichen Grund auch häufig von Straßenmusikanten gespielt.

## Weitere Versionen
Bedeutende Interpreten waren neben Édith Piaf, Yves Montand, Michel Legrand und Enrico Macias, später Mireille Mathieu, Isabelle Aubret und in jüngerer Zeit Zaz. Am 11. August 2024 eröffnete die Sängerin Zaho de Sagazan im Jardin des Tuileries mit dem Chanson die Schlussfeier der Olympischen Sommerspiele 2024. Auch Die drei Tenöre José Carreras, Plácido Domingo und Luciano Pavarotti verewigten das Stück.
Es wurde schon früh in die englische Sprache übertragen und unter dem übersetzten Titel Under Paris Skies insbesondere in den Vereinigten Staaten von Édith Piaf, Kim Gannon, Andy Williams, Paul Anka und Bing Crosby interpretiert. Dort fand es auch den Weg in das Repertoire zahlreicher Jazzgrößen wie etwa Duke Ellington, Toots Thielemans und Coleman Hawkins.